# 2018 AG37

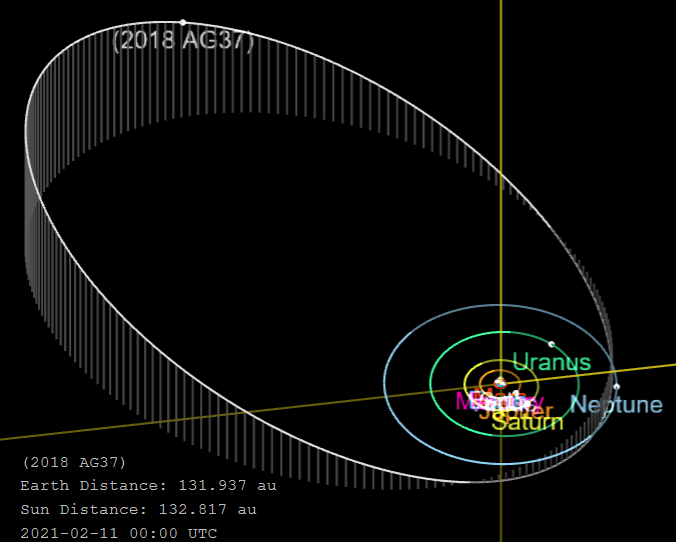
órbita do 2018 AG37

2018 AG37 é um distante objeto transnetuniano e centauro que foi descoberto a 132,2 ± 1,5 UA (19,78 ± 0,22 bilhões de km) do Sol, mais distante do que qualquer outro objeto conhecido atualmente observável no Sistema Solar. Com imagens em janeiro de 2018 durante uma busca pelo hipotético Planeta Nove, a confirmação deste objeto foi anunciada em um comunicado de imprensa em fevereiro de 2021 pelos astrônomos Scott Sheppard, David Tholen e Chad Trujillo. O objeto foi apelidado de "FarFarOut" (do inglês: "muito, muito distante") para enfatizar sua distância do Sol.

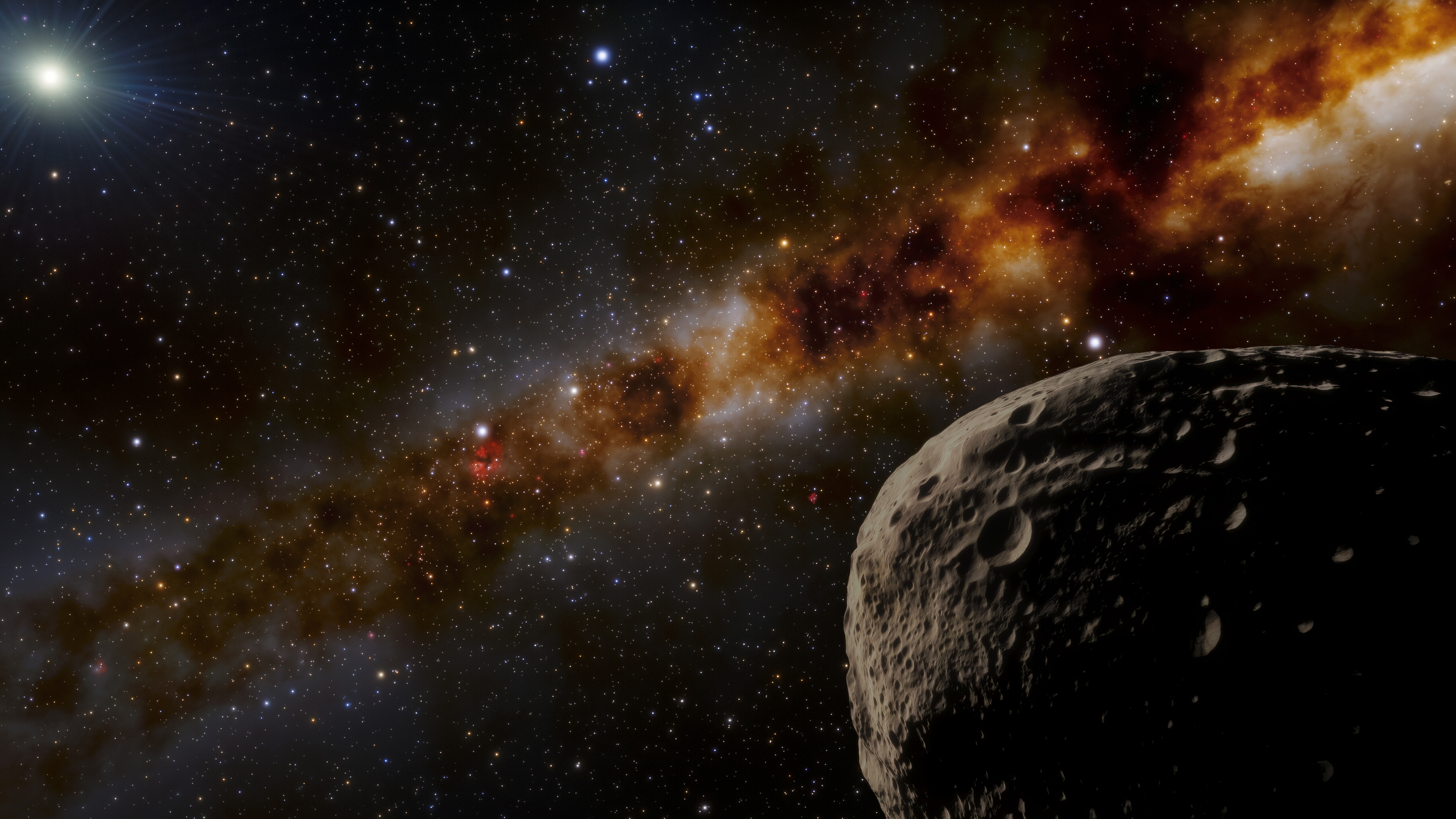
ilustração do 2018 AG37

Com uma magnitude aparente muito fraca de 25, apenas os maiores telescópios do mundo podem observá-lo. Estando tão longe do Sol, 2018 AG37 move-se muito lentamente entre as estrelas de fundo e foi observado apenas nove vezes nos primeiros dois anos. Requer um arco de observação de vários anos para refinar as incertezas no período orbital de aproximadamente 700 anos e determinar se está próximo ou no afélio (maior distância do Sol). JPL Horizons computou um afélio por volta do ano de 2005 em cerca de 133 UA, enquanto o Project Pluto o afélio por volta do ano de 1960 um pouco mais longe em 135 UA. Seu periélio é um pouco menor que o de Netuno.

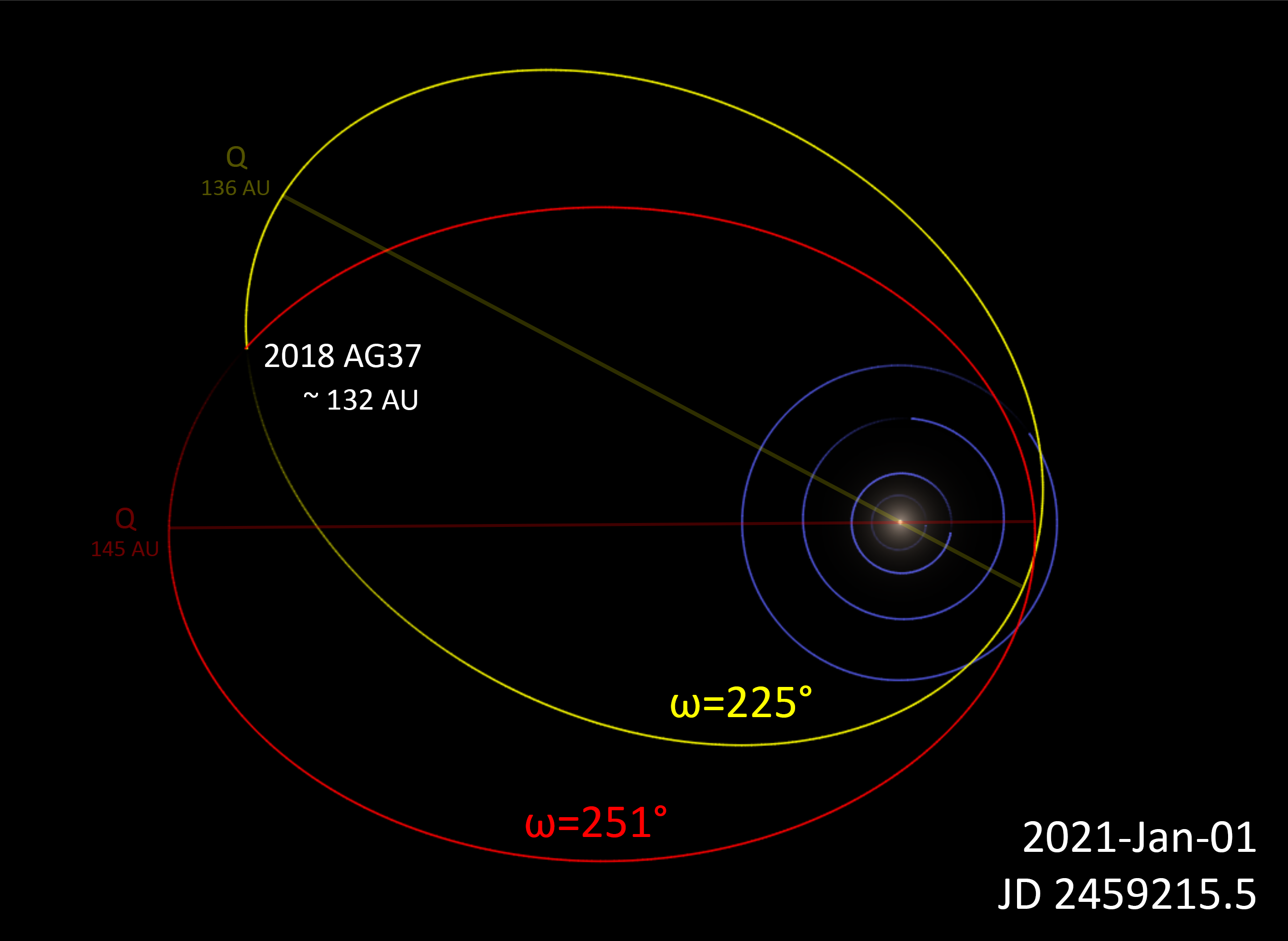
possíveis órbitas do 2018 AG37

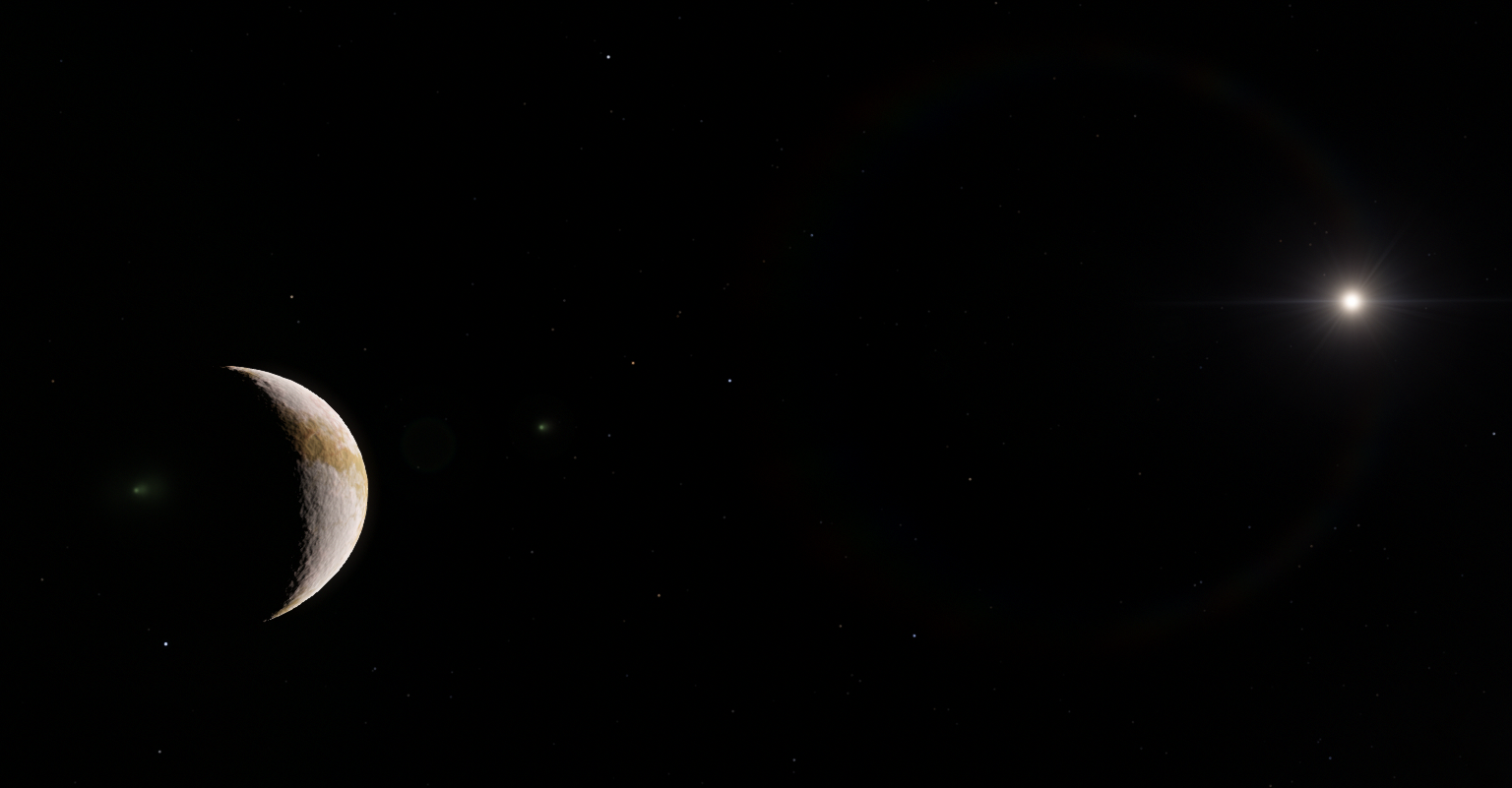
imagem ilustrativa do 2018 AG37 e o sol

| Órbita preliminar para 2018 AG 37 |                                                     |
| Descoberta                        |                                                     |
| Descoberto por                    | - SS Sheppard - DJ Tholen - C. Trujillo             |
| Local de descoberta               | Mauna Kea Obs.                                      |
| Data da descoberta                | 15 de janeiro de 2018 (observado pela primeira vez) |
| Designações                       |                                                     |
| Designação MPC                    | 2018 AG 37                                          |
| Designações alternativas          | "FarFarOut" (apelido)                               |
| Categoria planeta menor           | - SDO - TNO - distante - centauro                   |
| Características orbitais          |                                                     |
| Epoch 2019-fev-26 ( JD 2458540.5) |                                                     |
| Parâmetro de incerteza 9          |                                                     |
| Arco de observação                | 2,03 anos (740 dias) usando 11 observações          |
| Afélio                            | 132,7 ± 7,4 UA                                      |
| Periélio                          | 27,63 ± 0,17 UA                                     |
| Semi-eixo maior                   | 80,2 ± 4,5 UA                                       |
| Excentricidade                    | 0,655 ± 0,02                                        |
| Período orbital (sideral)         | 717,8 ± 60 anos                                     |
| Anomalia média                    | 186,9 ° ± 219 °                                     |
| Movimento médio                   | 0° 0 m 4.949 s /dia                                 |
| Inclinação                        | 18,68° ± 0,12°                                      |
| Longitude do nó ascendente        | 68,35° ± 0,53°                                      |
| Tempo de periélio                 | ≈2366 ?                                             |
| Argumento do periélio             | 231,9° ± 60°                                        |
| Netuno MOID                       | ≈3 UA (450 milhões de km)                           |
| Características físicas           |                                                     |
| Diâmetro médio                    | - ≈400 km (est.) - 634 km (est.)                    |
| Magnitude aparente                | 25,3                                                |
| Magnitude absoluta (H)            | - 4,22 ± 0,10 - 4,22                                |
|                                   |                                                     |

## Descoberta
2018 AG 37 foi fotografado pela primeira vez em 15 de janeiro de 2018 pelos astrônomos Scott Sheppard , David Tholen e Chad Trujillo quando eles estavam pesquisando o céu usando o grande Telescópio Subaru de 8,2 metros no Observatório Mauna Kea , Havaí , para encontrar objetos distantes do Sistema Solar e o hipotético Planeta Nove , cuja existência eles propuseram em 2014.  No entanto, não foi notado até janeiro de 2019, quando Sheppard decidiu revisar as imagens do Subaru tiradas em 2018 depois de uma próxima palestra adiada pelo clima. Em duas dessas imagens tiradas com um dia de intervalo em janeiro, ele identificou um objeto muito fraco de magnitude aparente 25,3 que se movia lentamente em relação às estrelas e galáxias de fundo.  Com base em duas posições de 2018 AG 37 nessas imagens, Sheppard estimou que sua distância era de aproximadamente 140 unidades astronômicas (UA), mais longe do que 2018 VG 18 , que foi descoberto e anunciado por sua equipe um mês antes em dezembro de 2018.
Em sua palestra remarcada em 21 de fevereiro de 2019, Sheppard comentou sobre sua descoberta de 2018 AG 37 , que ele apelidou de brincadeira de "FarFarOut" como uma sucessão do apelido "Farout" usado para o objeto mais distante anterior 2018 VG 18 .  Após a descoberta de 2018 AG 37 , Sheppard reobservou o objeto em março de 2019 com o telescópio Magellan-Baade de 6,5 metros no Observatório Las Campanas , Chile . Observações adicionais foram feitas em maio de 2019 e janeiro de 2020 com o Telescópio Subaru em Mauna Kea.
Essas observações durante um período de dois anos estabeleceram uma solução orbital provisória para 2018 AG 37 , permitindo que ela fosse confirmada e anunciada pelo Minor Planet Center .  A confirmação da AG 37 de 2018 foi formalmente anunciada em um comunicado de imprensa da Carnegie Institution for Science em 10 de fevereiro de 2021.

## Nomenclatura
O objeto foi apelidado de "FarFarOut" por sua localização distante do Sol, e particularmente porque estava ainda mais longe do que o objeto anterior mais distante conhecido 2018 VG 18 , que foi apelidado de "Farout".  É oficialmente conhecido pela designação provisória 2018 AG 37 dada pelo Minor Planet Center quando a descoberta foi anunciada.  A designação provisória indica a data da descoberta do objeto, com a primeira letra representando a primeira quinzena de janeiro e a letra e os números seguintes indicando que é o 932º objeto descoberto durante esse meio mês.
O objeto ainda não recebeu um número oficial de planeta menor pelo Minor Planet Center devido ao seu curto arco de observação e alta incerteza orbital.  2018 AG 37 receberá um número de planeta menor quando sua órbita estiver bem protegida por observações sobre oposição múltipla e se tornará elegível para nomeação por seus descobridores depois que for numerada com uma órbita bem definida.

## Orbita
A partir de 2021 , 2018 AG 37 foi observado apenas nove vezes em um arco de observação de dois anos.  Estando tão longe do Sol, 2018 AG 37 se move tão lentamente que dois anos de observações não determinaram adequadamente sua órbita.  A órbita nominal é altamente incerta com um código de condição de 9.  Vários anos de observações adicionais são necessários para refinar as incertezas orbitais.  Chega à oposição todo mês de janeiro.
Apenas a distância e os elementos orbitais do 2018 AG 37 que definem sua posição ( inclinação e longitude do nó ascendente ) foram adequadamente determinados pelo seu arco de observação de dois anos.  Os elementos orbitais que definem a forma e o movimento da órbita do 2018 AG 37 ( excentricidade , anomalia média , etc.) move-se muito lentamente devido à sua grande distância.  A solução nominal de órbita de melhor ajuste fornecida pelo Jet Propulsion Laboratory(JPL) Small-Body Database fornece um semi-eixo maior orbital de80,2 ± 4,5 UA e uma excentricidade de0,655 ± 0,02 , correspondendo a uma distância de periélio e afélio de27,6 ± 0,2 UA e133 ± 7 UA , respectivamente.  O período orbital de 2018 AG 37 é pouco conhecido, mas provavelmente fica em torno de 700 anos.
Dada a incerteza da distância nominal do periélio de 2018 AG 37 , provavelmente cruza a órbita de Netuno (30,1 UA) com uma distância nominal mínima de interseção de órbita (MOID) em torno de 3 UA (450 milhões de km; 280 milhões de milhas).  A pequena distância do periélio de 2018 AG 37 e a órbita alongada implicam que ele experimentou fortes interações gravitacionais com Netuno em encontros próximos anteriores.  Outros objetos transnetunianos são conhecidos por terem sido espalhados em órbitas igualmente distantes e alongadas por Netuno – estes são coletivamente conhecidos como objetos de disco disperso .

## Distancia
Veja também: Lista de objetos do Sistema Solar mais distantes do Sol
O objeto foi inicialmente estimado em cerca de 140 UA (21 bilhões de km) do Sol, mas essa estimativa era incerta devido ao arco de observação inicial muito curto. Quando foi anunciado em fevereiro de 2021, o AG 37 de 2018 tinha um arco de observação de dois anos. Com base nisso, estava a 132,2 ± 1,5 UA (19,78 ± 0,22 bilhão de km) do Sol no momento de sua descoberta em 15 de janeiro de 2018.  A partir de 2021 , é o objeto observado mais distante do Sistema Solar.
No entanto, sabe-se que mais de uma centena de objetos transnetunianos têm distâncias de afélio que os aproximam do Sol do que 2018 AG 37  e muitos cometas quase parabólicos estão atualmente muito mais distantes do Sol. O cometa Donati (C/1858 L1) está a mais de 145 UA (22 bilhões de km),  e o cometa de César (C/-43 K1) está a mais de 800 UA (120 bilhões de km) do Sol.  No entanto, nenhum desses objetos mais distantes é atualmente observável, mesmo com os telescópios mais poderosos.

## Características físicas
Esta ilustração imagina como o objeto distante apelidado de "FarFarOut" pode parecer nos confins do Sistema Solar Com base no brilho aparente do AG 37 de 2018 e na distância projetada, o Minor Planet Center calcula uma magnitude absoluta de 4,2.  Ele está listado como o 12º objeto de disco disperso intrinsecamente mais brilhante conhecido.
O tamanho do 2018 AG 37 não é medido, mas provavelmente está entre 400–600 km (250–370 mi) de diâmetro, assumindo uma faixa de albedo geométrica de 0,10–0,25.  Sheppard estima que o diâmetro do 2018 AG 37 está na extremidade inferior desta faixa, pois ele conclui que tem uma superfície altamente refletiva e rica em gelo.

## Temperatura
o corpo celeste não tem ainda sua temperatura identificada, mas por suposição seria cerca de -400°